# Tour of Beijing
Tour of Beijing var et kinesiske etapecykelløb der kørtes i og omkring landets hovedstad Beijing. Den første udgave fandt sted i oktober 2011, som det næstesidste løb på UCI World Tour 2011, den sidste udgave fandt sted i 2014.
Løbet var et partnerskab mellem det internationale forbund UCI og bystyret i Beijing, og gjaldt perioden fra 2011 til 2014. Den praktiske arrangør var franske ASO, og løbet var en del af UCI World Tour. 
Tyskeren Tony Martin vandt de to første udgaver af løbet. Belgieren Philippe Gilbert vandt den sidste udgave af løbet.

## Vindere
| År   | Vinder                                     | 2. plads                | 3. plads                   |
| ---- | ------------------------------------------ | ----------------------- | -------------------------- |
| 2011 | Tony Martin (TYS), HTC-Highroad            | David Millar (GBR)      | Christopher Froome (GBR)   |
| 2012 | Tony Martin (TYS), Omega Pharma-Quick Step | Francesco Gavazzi (ITA) | Edvald Boasson Hagen (NOR) |
| 2013 | Beñat Intxausti (ESP), Movistar Team       | Daniel Martin (IRL)     | David López (ESP)          |
| 2014 | Philippe Gilbert (BEL), BMC Racing Team    | Daniel Martin (IRL)     | Esteban Chaves (COL)       |